# 닌텐도큐브
닌텐도큐브(일본어: ニンテンドーキューブ, 영어: Nintendo Cube)은 일본의 비디오 게임 개발사이다.

## 역사
2000년 3월 1일에 닌텐도와 덴츠의 출자로 설립하였다. 2001년에는 에이벡스 그룹, 가가 커뮤니케이션즈, 베네세 코퍼레이션 등도 출자하여 주요 주주가 되었지만, 2010년 8월 시점에서는 닌텐도가 발행 주식의 96%를 보유하고 있으며, 닌텐도의 자회사다.
2008년에 허드슨 소프트의 대표 이사를 퇴임한 엔도 히데토시가 대표 이사로 취임하며, 허드슨에서 《마리오 파티 시리즈》 개발에 종사한 직원의 일부를 중심으로 홋카이도 삿포로시에 삿포로 본사를 설치하였다. 이후 도쿄와 홋카이도에 각 본사를 두어 2개 본사 체제를 유지하고 있다.

## 게임
- Wii Party
- Wii 리모컨플러스로 즐기는 버라이어티 게임 박스
- 마리오 파티 9
- 마리오 파티 아일랜드 투어
- 마리오 파티 10
- 동물의 숲 아미보 페스티벌
- 동물의 숲 포켓 캠프
- 슈퍼 마리오 파티
- 51 Worldwide Games
- 마리오 파티 슈퍼스타즈
- 슈퍼 마리오 파티 잼버리